# مقاطعة موفات (كولورادو)
مقاطعة موفات (بالإنجليزية: Moffat County)‏ هي إحدى مقاطعات ولاية كولورادو في الولايات المتحدة الأمريكية.

## أعلام
- آن باسيت